# Карл Вилхелм фон Вилизен
Карл Вилхелм Фрайхер фон Вилизен (на немски: Karl Wilhelm Freiherr von Willisen) (1790 – 1879) е пруски генерал-лейтенант.

## Биография
Роден през 1790 г. фон Вилизен е третият син в семейството на Щрасфуртския управител Карл Вилхелм Херман фон Вилизен (1751 – 1807) и неговата съпруга Фридерика фон Трота (1768 – 1826).

### Ранна кариера
Обучаван в пруския кадетски корпус, фон Вилизен се присъединява през 1804 г. към 21-ви пруски пехотен полк Duke of Brunswik – (Херцог на Брауншвайг). Не останал за дълго там и след подписването на Тилзитския мир през 1807 г. напуснал армията. За тези три години активна служба бива раняван само един път в Битката при Йене-Ауерщет.
След напускане на армията се преместил във войнишкия университет Хале-Витенберг и малко по-късно е приет във Фрайкорпус Шил, с който участва в битките срещу Наполеон. От 1809 г. Вилизен вече е част от австрийската армия с която воюва в звание капитан и участва в Битката при Ваграм.
След подписването на Шьонбрунския мир на същата година, той си взима кратак отпуск и след няколко седмици отново се завръща в щаба. По това време фон Вилизен живеел в Тойчентал близо до Хале, където бил заловен като дезертьор през 1811 г., след което бил хвърлен в Каселския затвор, но по-късно успял да избяга от там и се завърнал отново в пруската армия като обявявил официално, че напуска австрийската. В периода от 1813 до 1814 г. воювал и в Наполеоновите войни като щабен член на пруската „Силезийска армия“, а през 1815 г. постъпил като капитан в щаба на генерал-фелдмаршал Гебхард Леберехт фон Блюхер.
След поражението над Наполеон фон Вилизен останал в служба на пруския генерален щаб, след което станал учител по „Изкуството и историята на войната“ в Пруската военна академия. През годините си като учител той публикувал няколко книги, в който се противопоставил в мнението на Карл фон Клаузевиц. Около 1830 г. също критикувал и руската война в Наполеоновите войни, като исказал симпатиите си към Ноемврийското въстание в Полско царство и демократичното движение като цяло.
От 1832 г. бива преразпределен в службата на III. Армейски кропус под командването на пруския принц Уилям, по-късно заменен от германския император Вилхелм I в Бреслау. Малко след това в Познан фон Вилизен бива назначен за началник-щаб на V. Армейски корпус командван от генерал Карл фон Гролман.

### Велики Полски въстания
По време на Революцията от 1848 г. великите полски въстания настъпили и във великото Познанско херцогство. Делегацията на Полския национален комитет получила аудитория от Пруския Крал и по тяхното искане Вилизен бива назначен за специален пратеник на краля (Ziviler Königlichen Kommissar für die Provinz Posen) в планираната реорганизация на провинцията. Той пристига в Познан на 5 април през същата година и много скоро влиза в конфликт с немските жители на областта, както и с военния командир на града Фридрих Аугуст Петер фон Цоломб, тъй като той се считал за симпатизатор на всичко полско.
На 11 април същата година той се присъединил и към конгреса на пруския град Ярославаич, с което полските сили под командването на Лудвиг Мирославски бяха приети, но трябваше да се намалят до размера на 3000 войници разположени в различни лагери, с което полската администрация да бъде установена. Въпреки това време компромисите на Вилизен не успяха, тъй като краля прие условията договорени с поляците за предоставяне на национална реорганизация на херцогството, но докато той приемаше това изключил няколко западни и северни страни от съзнанието си.
Споразумението до голяма степен било критика от страна на германското общество и затова фон Вилизен трябвало да напусне Познан отново на 20 април същата година. Той често избягвал да премине центъра на немското население, защото бил изложен на лични обиди, нещо повече дори бил в опасност от разгневена немска и еврейска тълпа. Веднага след снемането му от длъжност той е заменен от пруския генерал Ернст фон Фуел.
Малко след това Вилизен бил изпратен на дипломатически мисии в Париж, Хърватия и Италия, където е заточен като военен наблюдател на Радецката армия в Първата Италианска война за независимост.

### Шлезвиг-Холщайнска война
През 1849 г. фон Вилизен си подадава оставката, но по-късно става командир на Върховните сили на Германския съюз (след края на Първата Шлезвигска война през април 1850 г.). За кратко време командва и Шлезвиг-Холщайнските войски в Битката при Ищед и нападението над Фридрихщат. След числения разгрома на войските си той подава отново оставка и до края на живота си живее в Париж (Франция), Силезия и Десау, където умира на 25 февруари 1879 г.

### Дати на повишение и военна декорация
| - 1806: Офицерски кандидат - 1813: Старши лейтенант - 1814: Щабен-кпитан - 1815: Капитан - 1818: Майор - 1834: Подполковник - 1836: Полковник - 1842: Генерал-майор - 1849: Генерал-лейтенант | - 1813: Железен кръст – II степен - 1815: Железен кръст – I степен - 1835: Орден „Червен орел“ – IV степен - 1835: Орден „Света Анна“, (Русия) - 1838: Орден „Червен орел“ – III степен с лента на медала - 1846: Орден „Червен орел“ – II степен с дъбови листа |

## Личен живот
Вилизен се жени за Емили фон Браузе (1804 – 1849) на 28 ноември 1829 г. в Берлин и след смъртта на първата му жена се жени повторно за Едита фон Каприви (1843 – 1873), сестра на по-късния германски канцлер Лео фон Каприви. Вилизен няма деца и от двете си сапруги.